# Cantone di Chaumont-Nord
Il Cantone di Chaumont-Nord era una divisione amministrativa dell'Arrondissement di Chaumont.
A seguito della riforma approvata con decreto del 17 febbraio 2014, che ha avuto attuazione dopo le elezioni dipartimentali del 2015, è stato soppresso. Parte del suo territorio è andato a costituire il Cantone di Chaumont-1.

## Composizione
Comprendeva parte della città di Chaumont e otto comuni:
- Brethenay
- Chamarandes-Choignes
- Condes
- Euffigneix
- Jonchery
- Laville-aux-Bois
- Riaucourt
- Treix